# Hajkawan (Armawir)
Hajkawan – wieś w Armenii, w prowincji Armawir. W 2011 roku liczyła 1508 mieszkańców.